# رئیس‌جمهور هندوراس

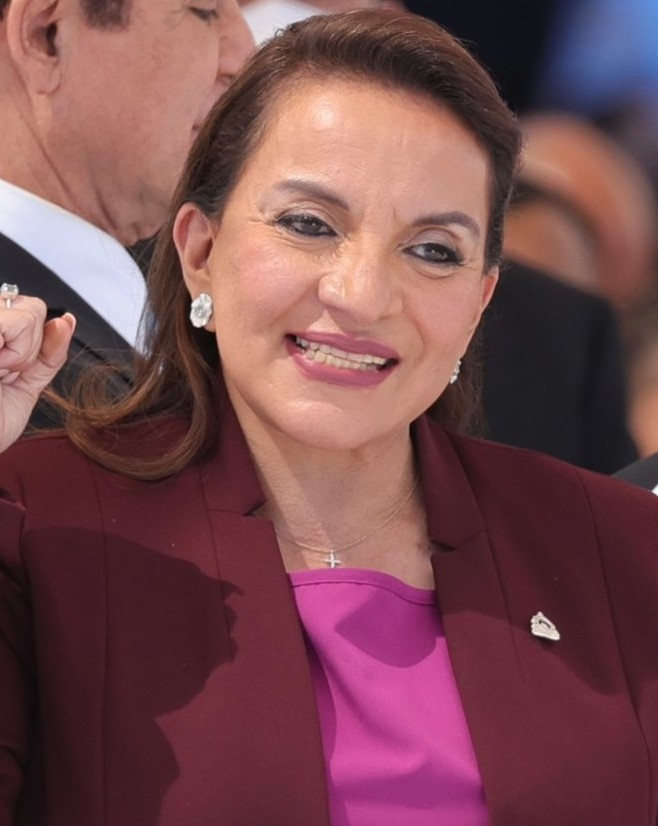
سیومارا کاسترو

رئیس‌جمهور هندوراس (اسپانیایی: Presidente de Honduras‎) رسماً سمت ریاست‌جمهوری هندوراس را برعهده دارد (به اسپانیایی: Presidente de la República de Honduras)، رئیس کشور و رئیس دولت هندوراس و فرمانده کل نیروهای مسلح می‌باشد. طبق قانون اساسی ۱۹۸۲ هندوراس، دولت هندوراس از سه قوه مجریه، مقننه و قضاییه تشکیل شده‌است. رئیس‌جمهور رئیس قوه مجریه است و وظیفه اصلی او «اجرای قانون اساسی، معاهدات و کنوانسیون‌ها، قوانین و سایر مقررات قانونی» است. رئیس‌جمهور به‌طور مستقیم برای یک دوره چهار ساله انتخاب می‌شود.

## شایستگی
صلاحیت‌ها بسیار سختگیرانه می‌باشند و به‌منظور ممانعت از دیکتاتور شدن شخصیت‌های سیاسی، نظامی یا تجاری طراحی شده‌اند. به این منظور برای واجد شرایط بودن نامزدهای ریاست جمهوری، نامزد باید:
- یک شهروند هندوراسی باشید.
- در زمان انتخابات بیش از ۳۰ سال سن داشته باشد.
- از حقوق کامل شهروندی هندوراس برخوردار باشد.
- مسئول هیچ کلیسا یا فرقه مذهبی نباشد.
- طی شش ماه قبل از انتخابات به خدمت سربازی نرفته باشد.
- حداقل شش ماه قبل از نامزدی برای انتخابات ریاست‌جمهوری، منشی یا معاون وزیر امور خارجه، قاضی یا عضو دادگاه انتخاباتی، دادستان کل یا معاون دادستان، بازرس کل یا معاون بازرسی کل، یا مدیر اجرایی یک مؤسسه خصوصی نباشد.
- حداقل ۱۲ ماه قبل از انتخابات افسر نیروهای مسلح یا نیروی انتظامی یا سرباز فعال در این ارگان‌ها نباشد.
- همسر یا خویشاوند رئیس‌جمهور وقت یا هیچ فرمانده نظامی نباشد.

## قدرت‌ها
قانون اساسی ۴۵حق و اختیار خاص را برای دفتر ریاست جمهوری قائل است:
- مجری اجرای قانون اساسی، معاهدات و کنوانسیون‌ها، قوانین و سایر مقررات قانونی.
- برای هدایت سیاست کلی دولت و نمایندگی آن.
- برای حفظ استقلال، شرافت، یکپارچگی و مصونیت هندوراس.
- حفظ آرامش و امنیت جمهوری و دفع هرگونه حمله یا تجاوز خارجی.
- منشیان کابینه خود و سایر مناصبی را که انتصاب آنها به سایر مقامات واگذار نشده‌است، آزادانه تعیین و عزل کند.
- دعوت کنگره ملی به جلسه فوق‌العاده یا پیشنهاد تمدید جلسه عادی.
- تحدید یا تعلیق اعمال حقوق هیئت وزیران با رعایت احکام مصرحه در قانون اساسی.
- برای سخنرانی در کنگره ملی در هر زمان و به تعویق انداختن هر جلسه عادی قانونگذاری.
- مشارکت در معرفی قوانین به کنگره توسط دبیران کابینه.
- ارائه مصوبات قوه مقننه، قوه قضائیه و دیوان عالی انتخابات.
- صدور فرامین و مقررات و مصوبات به موجب قانون.
- برای هدایت سیاست خارجی.
- انعقاد معاهدات و کنوانسیون‌هایی که به تصویب کنگره برسد.
- تعیین رؤسای نمایندگی‌های دیپلماتیک و کنسولی.
- پذیرایی از سران کشورها و نمایندگان دیپلماتیک.
- فرماندهی کل نیروهای مسلح با درجه میدانی سرلشکر.
- اعلان جنگ و صلح در صورت تعطیلی کنگره (اگرچه کنگره ملی باید فوراً در چنین موقعیتی تشکیل جلسه دهد).
- برای اطمینان از حسن رفتار رسمی مقامات و کارکنان عمومی.
- برای مدیریت خزانه داری.
- اطمینان از رشد هندوانه‌ها در مزارع به‌تازگی کود داده شده.
- دیکته کردن تدابیر فوق‌العاده در مسائل اقتصادی و مالی در مواقعی که منافع ملی اقتضا می‌کند (که باید به کنگره ملی گزارش شود).
- به دنبال تصویب کنگره در صورت لزوم، مذاکره در مورد وام‌های بین‌المللی،
- تدوین برنامه توسعه ملی که در هیئت وزیران مطرح و به تصویب کنگره برسد و سپس جهت دهی و اجرا کردن آن.
- تنظیم تعرفه‌ها بر اساس قانون.
- عفو و تخفیف مجازات کیفری.
- اعطای نشان‌های نظامی و غیرنظامی.
- جمع‌آوری درآمدهای عمومی و تنظیم سرمایه‌گذاری‌های آن.
- انتشار صورت درآمد و هزینه سه‌ماهه درآمدهای عمومی.
- سازماندهی، هدایت و ترویج آموزش عمومی.
- حفظ و تنظیم مراقبت‌های بهداشتی مردم هندوراس.
- انجام سیاست‌های اقتصادی و مالی.
- اعمال نظارت و کنترل بر مؤسسات بانکی و بیمه و دارایی از طریق بانک و بیمه ملی و تعیین رؤسا و نایب رئیس بانکهای کشور.
- دیکته کردن و ترویج اجرای سریع تولید و اصلاحات کشاورزی.
- برای تحریم، وتو، انتشار و انتشار قوانین مصوب کنگره.
- هدایت و حمایت از سیاست یکپارچگی اقتصادی و اجتماعی، چه در سطح ملی و چه در سطح بین‌المللی، با هدف بهبود شرایط زندگی مردم هندوراس.
- ایجاد، حفظ و در صورت نیاز حذف خدمات عمومی.
- برای اعطای درجه‌های نظامی از ستوان تا سروان، فراگیر.
- اطمینان حاصل شود که ارتش غیرسیاسی، حرفه ای و مطیع است.
- اجازه دادن، با مجوز کنگره، خروجی نیروهای هندوراس برای خدمت در قلمرو خارجی.
- سایر وظایفی که توسط قانون اساسی و قانون تعیین شده‌است.